# Storyteller
Storyteller —en español: Narrador— es el quinto álbum de estudio de la cantante de country Carrie Underwood, lanzado el 23 de octubre de 2015, a través de Sony Music Nashville.

## Lista de canciones
Storyteller – Edición estándar

| N.º | Título                              | Escritor(es)                                            | Productor(es) | Duración |  |
| 1.  | «Renegade Runaway»                  | Carrie Underwood, Chris DeStefano, Hillary Lindsey      | Jay Joyce     | 3:40     |  |
| 2.  | «Dirty Laundry»                     | Zach Crowell, Ashley Gorley, Lindsey                    | Joyce         | 3:25     |  |
| 3.  | «Church Bells»                      | Crowell, Brett James, Lindsey                           | Mark Bright   | 3:15     |  |
| 4.  | «Heartbeat»                         | Underwood, Crowell, Gorley                              | Crowell       | 3:31     |  |
| 5.  | «Smoke Break»                       | Underwood, DeStefano, Lindsey                           | Joyce         | 3:20     |  |
| 6.  | «Choctaw County Affair»             | Jason White                                             | Joyce         | 3:31     |  |
| 7.  | «Like I'll Never Love You Again»    | Lindsey, Lori McKenna, Liz Rose                         | Joyce         | 3:37     |  |
| 8.  | «Chaser»                            | Underwood, Mike Elizondo, Lindsey                       | Joyce         | 4:24     |  |
| 9.  | «Relapse»                           | Ben Caver, Sara Haze, James                             | Crowell       | 3:24     |  |
| 10. | «Clock Don't Stop»                  | Blair Daly, DeStefano, Lindsey                          | Bright        | 3:23     |  |
| 11. | «The Girl You Think I Am»           | Underwood, David Hodges, Lindsey                        | Bright        | 3:38     |  |
| 12. | «México»                            | Kathleen Higgins, Jamie Moore, Derrick Adam Southerland | Bright        | 3:28     |  |
| 13. | «What I Never Knew I Always Wanted» | Underwood, James, Lindsey                               | Bright        | 3:36     |  |

Storyteller – Target exclusive edition (bonus tracks)

| N.º | Título                               | Escritor(es)                  | Producer(s) | Duración |  |
| 14. | «Heartbeat» (stripped)               | Underwood, Crowell, Gorley    | Crowell     | 3:21     |  |
| 15. | «Little Girl Don't Grow Up Too Fast» | Underwood, DeStefano, Lindsey | Bright      | 4:26     |  |

## Posicionamiento en listas
| Listas (2015)                       | Mejor posición |
| ----------------------------------- | -------------- |
| Australian Albums (ARIA)            | 4              |
| Bélgica (Ultratop flamenca)         | 87             |
| Bélgica (Ultratop valona)           | 193            |
| Canadá (Billboard Canadian Albums)  | 3              |
| Países Bajos (Album Top 100)        | 67             |
| Irlanda (IRMA)                      | 18             |
| Nueva Zelanda (Recorded Music NZ)   | 13             |
| Escocia (Scottish Albums Chart)     | 6              |
| Reino Unido (UK Albums Chart)       | 13             |
| Estados Unidos (Billboard 200)      | 2              |
| Estados Unidos (Top Country Albums) | 1              |

## Historial de lanzamientos
| País           | Fecha                 | Formato(s)           | Discográfica         | Edición(es) | Ref.   |
| -------------- | --------------------- | -------------------- | -------------------- | ----------- | ------ |
| Australia      | 23 de octubre de 2015 | CD diescarga digital | Sony Music Nashville | Estándar    | [ 15 ] |
| Canadá         | 23 de octubre de 2015 | CD diescarga digital | Arista Nashville 19  | Estándar    | [ 1 ]  |
| Reino Unido    | 23 de octubre de 2015 | CD diescarga digital | Columbia             | Estándar    | [ 16 ] |
| Estados Unidos | 23 de octubre de 2015 | CD diescarga digital | Arista Nashville 19  | Estándar    | [ 1 ]  |